# Сельское поселение «Село Истье»
Сельское поселение «Село Истье» — муниципальное образование в Жуковском районе Калужской области.
Административный центр — село Истье.

## История
20 декабря 2012 года упразднено село Истьинское Отделение путём включения в село Истье
Законом Калужской области от 23.04.2021 № 95-ОЗ «Об упразднении административно-территориальной единицы на территории Жуковского района Калужской области» упразднена деревня Дроздово

## Население
| 2010  | 2012  | 2013  | 2014  | 2015  | 2016  | 2017  |
| ----- | ----- | ----- | ----- | ----- | ----- | ----- |
| 1139  | ↘1123 | ↗1130 | ↘1107 | ↗1198 | ↗1221 | ↗1281 |
| 2018  | 2019  | 2019  | 2020  | 2021  |       |       |
| ↗1361 | ↘1359 | →1359 | ↗1449 | ↗1690 |       |       |

## Состав поселения
В состав сельского поселения входят 11 населённых пунктов:
| №  | Населённый пункт | Тип населённого пункта       | Население |
| -- | ---------------- | ---------------------------- | --------- |
| 1  | Акатово          | деревня                      | ↗35       |
| 2  | Большое Леташово | деревня                      | ↘1        |
| 3  | Воробьи          | деревня                      | ↘240      |
| 4  | Городок          | посёлок городского типа      | ↘55       |
| 5  | Грачевка         | деревня                      | ↗158      |
| 6  | Истье            | село, административный центр | ↘27       |
| 7  | Миньково         | деревня                      | ↘7        |
| 8  | Ореховка         | деревня                      | ↘0        |
| 9  | Собакино         | деревня                      | ↘2        |
| 10 | Терники          | деревня                      | →0        |
| 11 | Чериково         | деревня                      | ↗19       |